# Cybister bimaculatus
Cybister bimaculatus är en skalbaggsart som beskrevs av Aubé 1838. Cybister bimaculatus ingår i släktet Cybister och familjen dykare. Inga underarter finns listade i Catalogue of Life.